# Desastres em 1949
Nesta página encontrará referências aos desastres ocorridos durante o ano de 1949.

## maio
- 4 de maio - Tragédia de Superga, acidente aéreo ocorrido em Turim.[1]